# Erkan Veyseloğlu
Erkan Veyseloğlu, né le 13 mars 1983, à Munich, en République fédérale d'Allemagne, est un joueur turc de basket-ball. Il évolue au poste d'ailier. 

## Palmarès
- Champion de Turquie 2015
- 3e des Jeux méditerranéens de 2009